# رودیسهاین
رودیسهاین (به آلمانی: Rodishain) یک منطقهٔ مسکونی در آلمان است که در نوردهاوزن واقع شده‌است. رودیسهاین ۲۸۳ نفر جمعیت دارد.